# أندي روبنسون (لاعب كرة قدم بريطاني)
أندي روبنسون (بالإنجليزية: Andy Robinson)‏ (16 أكتوبر 1992 في المملكة المتحدة - ) هو لاعب كرة قدم بريطاني في مركز الوسط. لعب مع بولتون واندررز ونادي ساوثهامبتون وDorchester Town F.C. ‏ وGosport Borough F.C. ‏.

## وصلات خارجية
- أندي روبنسون على موقع قاعدة بيانات كرة القدم.إي يو (الإنجليزية)
- أندي روبنسون على موقع Soccerway.com (الإنجليزية)